# Andramy
Andramy is een plaats en commune in het westen van Madagaskar, behorend tot het district Morafenobe, dat gelegen is in de regio Melaky. Tijdens een volkstelling in 2001 telde de plaats 11.500 inwoners.
De plaats biedt enkel lager onderwijs aan. 69 % van de bevolking werkt als landbouwer en 39 % houdt zich bezig met veeteelt. Het belangrijkste landbouwproduct is rijst; andere belangrijke producten zijn suikerriet, mais en maniok. Verder is 1% actief in de dienstensector.